# Sunita Dulal
Sunita Dulal (en nepalí: सुनिता दुलाल) nacida en Jalbire, Distrito de Sindhupalchok, es una cantante nepalí que reside en Katmandú. 
Durante 10 años se dedicó a cantar en distintos festivales organizadas en diferentes ciudades de Nepal. Sunita Dulal es considerada una nepalesa joven y polifacética. También ha sido modelo y presentadora de televisión. Actualmente trabaja como anfitriona en un programa de la red televisiva de NTV, un canal de televisión estatal de Nepal. Recientemente ha lanzado su 13º álbum titulado Mero Hajur. También ha lanzado otro álbum titulado NACHAU SARARA, en la que contiene 15 temas musicales con sus éxitos como Teej Ko Ayo Lahara y Chuppa Moi Khaula.

## Biografía
Sunita Dulal nació en Jalbire, Distrito de Sindhupalchok, Nepal. Completó sus estudios en una escuela llamada "Shree Anand" en Jalbire. Tras la finalización de sus estudios superiores, se trasladó a Katmandú para su posterior estudio.
Logró su Licenciatura en Humanidades en el "Campus Padma Kanya" en Katmandú. Sunita Dulal ingresó a la industria de la música a una edad temprana. Ha grabado más de 100 temas musicales tradicionales de Nepal. Además, ha sido influenciada por su familia quienes estaban dedicados a la música, su madre era también cantante y una de sus principales influencias para el inicio de su carrera artística.
Le gusta viajar y explorar nuevos lugares. Ella ha viajado a diferentes países como por los Estados Unidos, Europa, Corea del Sur, Japón, Malasia, Hong Kong y varios países de Oriente Medio.

## Vida personal
Sunita Dulal se concentra principalmente en su carrera. Ella no ha tomado una decisión acerca de su vida matrimonial. Se dice que contraerá matrimonio dentro de unos pocos años.